# Vixen (musikgrupp)
Vixen är ett amerikanskt rockband. Deras debutskiva sålde guld (500 000 ex) i USA. Sedan dess har bandet splittrats och återuppstått med olika medlemsuppsättningar.  Sångerska var från början Janet Gardner, men efter att bandet återbildades 2001 var Jenna Sanz-Agero sångerska. Gitarristen Jan Kuehnemund var med i början och slutet av bandets historia men inte under slutet av 1990-talet när de gjorde skivan Tangerine. Kuehnemund dog 2013 i cancer. Innan dess hade bandet planer på att återförenas med Kuehnemund och de tidigare medlemmarna Janet Gardner, Roxy Petrucci och Share Ross. De tre kvarvarande medlemmarna återförenade bandet med Gina Stile 2013 (de hade tidigare spelat tillsammans som JSRG (JanetShareRoxyGina). I mars 2017 lämnade Stile Vixen och efterträddes av Britt Denaro, även känd som Britt Lightning, och i januari 2019 lämnade Gardner bandet. Lorraine Lewis ersatte Gardner som ny vokalist. Lewis kommer från Femme Fatale, ett annat helt kvinnligt band, som likt Vixen blomstrade och avtog under slutet av 1980-talet.

## Medlemmar
Nuvarande medlemmar
- Roxy Petrucci – trummor, bakgrundssång (1986–1991, 1997–1998, 2001, 2004, 2012–2013, 2013–)
- Share Ross – basgitarr, bakgrundssång (1987–1991, 2004, 2012–2013, 2013–)
- Britt Lightning – sologitarr och rytmgitarr, bakgrundssång (2017–)
- Lorraine Lewis – sång (2019–)

Tidigare medlemmar
- Jan Kuehnemund – sologitarr, bakgrundssång (1974, 1980–1991, 2001–2013; död 2013)
- Laurie Hedlund – trummor, bakgrundssång (1974, 1980–1983, 1984–1986)
- Gayle Erickson-DeMatoff – basgitarr, bakgrundssång (1974, 1980–1983)
- Cindy Boettcher – keyboard, bakgrundssång (1974, 1980–1983; död 2014)
- Nancy Kraft – rytmgitarr, bakgrundssång (1974)
- Marlene Peterson – trummor (1974)
- Nancy Shanks – sång (1974; död 2019)
- Noelle Bucci – sång (1980–1983)
- Janet Gardner – sång, rytmgitarr, tamburin (1983–1991, 1997–1998, 2001, 2004, 2012–2013, 2013–2019)
- Liza Carbé – basgitarr, bakgrundssång (1983)
- Tamara Ivanov – rytmgitarr, bakgrundssång (1984–1986)
- Pia Maiocco – basgitarr, bakgrundssång (1984–1986)
- Gina Stile – sologitarr, bakgrundssång (1997–1998, 2013–2017)
- Rana Ross – basgitarr, bakgrundssång (1997–1998; död 2003)
- Maxine Petrucci – basgitarr, bakgrundssång (1998)
- Pat Holloway – basgitarr, bakgrundssång (2001)
- Jenna Sanz-Agero – sång (2001–2012)
- Lynn Louise Lowrey – basgitarr, bakgrundssång (2001–2012)
- Kathrin "Kat" Kraft – trummor, bakgrundssång (2001–2012)

## Diskografi
Studioalbum
- Vixen (1988)
- Rev It Up (1990)
- Tangerine (1998)
- Live & Learn (2006)

Livealbum
- Extended Versions (2006) (inspelad live vid Sweden Rock Festival i Sölvesborg, Sverige, 10 juni 2005)
- Live in Sweden (2009)  (CD/DVD)

Singlar
- "Cryin'" (1988)
- "Edge of a Broken Heart" / "Cruisin'" (1988)
- "Love Made Me (Remix)" (1989)
- "How Much Love" (1990)
- "Not a Minute Too Soon" (1990)
- "Love Is a Killer" / "Streets in Paradise" (1990)

Samlingsalbum
- The Best of Vixen: Full Throttle (1999)
- Vixen / Helix (2000) (delad album)
- Back 2 Back Hits (2005)